# Periconiella coprosmae
Periconiella coprosmae är en svampart som beskrevs av G.F. Laundon 1972. Periconiella coprosmae ingår i släktet Periconiella och familjen Mycosphaerellaceae.   Inga underarter finns listade i Catalogue of Life.